# Anna Eleonora av Hessen-Darmstadt
Anna Eleonora av Hessen-Darmstadt, född 30 juli 1601 i Darmstadt i Hessen, Tyskland, död 6 maj 1659 på slottet Herzberg, var hertiginna av Braunschweig-Lüneburg och mormor till drottning Ulrika Eleonora av Sverige.

## Biografi
Anna Eleonora var dotter till lantgreven Ludvig V av Hessen-Darmstadt (1577–1626) och hans hustru Magdalena av Brandenburg (1582–1616). Hon gifte sig 14 december 1617 i Darmstadt med den blivande hertigen Georg av Braunschweig-Lüneburg. 
En av deras söner, Ernst August, var far till Georg I av Storbritannien. Dottern Sofia Amalia blev drottning av Danmark, gift med Fredrik III. Hertig Georg utsåg i sitt testamente hustrun Anna Eleonora tillsammans med sin bror och sin svåger till förmyndare för deras söner. 
Hon fick åtta barn av vilka fem levde till vuxen ålder:
- Christian Ludwig (1622–1665)
- Georg Wilhelm  (1624–1705)
- Johan Fredrik  (1625–1679)
- Sofia Amalia  (1628–1685)
- Ernst August  (1629–1698)